# Joseph Gregor
Joseph Oskar Gregor (* 26. Oktober 1888 in Czernowitz, Österreich-Ungarn; † 12. Oktober 1960 in Wien) war ein österreichischer Theaterwissenschaftler und Schriftsteller. Er war Direktor der Theatersammlung der Österreichischen Nationalbibliothek und verfasste drei Operntexte für Richard Strauss.

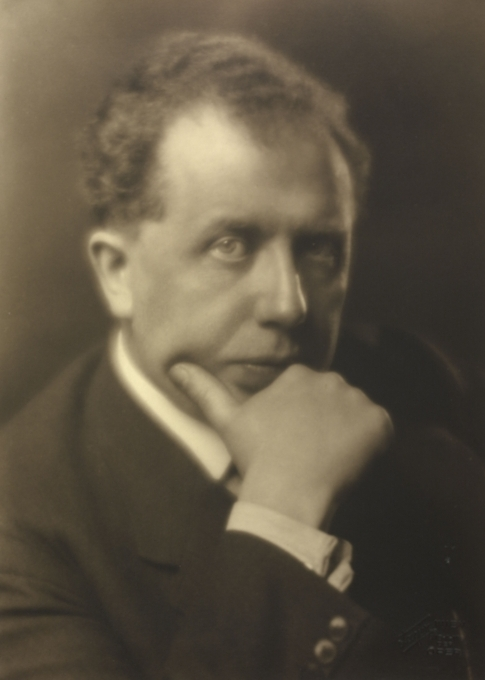
Aufnahme von Georg Fayer (1927)

## Leben und Werk
Der im damals österreichischen Czernowitz geborene Gregor studierte an der Universität Wien Musikwissenschaft, Germanistik und Philosophie und wurde 1911 promoviert. Er arbeitete unter Max Reinhardt als Regieassistent und 1912–14 als Lektor für Musik an der Franz-Josephs-Universität Czernowitz. Ab 1918 war er an der Österreichischen Nationalbibliothek in Wien angestellt, deren Theatersammlung er leitete, gegründet 1922, in die er ab 1929 auch den Kinofilm einbezog. Daneben lehrte er 1932–38 und 1943–45 am Max-Reinhardt-Seminar. 1953 schied er aus dem Dienst der Nationalbibliothek aus und zog sich ins Privatleben zurück.
Gregor gilt als einer der führenden Theaterwissenschaftler seiner Zeit. Er verfasste mehrere Standardwerke, u. a. einen Schauspielführer, der später von Margret Dietrich und Wolfgang Greisenegger überarbeitet wurde. Darüber hinaus schrieb er seinerzeit hochgelobte Biographien über Alexander den Großen, William Shakespeare und Richard Strauss.
Umstritten ist Gregor wegen seiner Rolle in der Zeit des Nationalsozialismus, weil er die Aufnahme von Bibliotheksbeständen politisch Verfolgter in die von ihm geleitete Theatersammlung der Österreichischen Nationalbibliothek betrieb. Die einen sehen darin den Versuch, diese bedeutsamen Bestände durchaus im Sinne ihrer Vorbesitzer vor ihrem Untergang zu retten, die anderen sehen Gregor hingegen als Kollaborateur und Nutznießer des nationalsozialistischen Regimes. Das gilt z. B. für die „Schenkung“ von Teilen der Autographensammlung von Stefan Zweig im Jahr 1937: Nach Ansicht von Oskar Pausch war mit dieser Schenkung die Verpflichtung von Joseph Gregor verbunden, diese Sammlung auch nach einem Regimewechsel, der 1938 tatsächlich erfolgte, zu beschützen, und tatsächlich soll Joseph Gregor wegen seiner Erwerbungspolitik und seinem großen jüdischen Bekanntenkreis unter dem nationalsozialistischen Regime zunächst in existentielle Gefahr geraten sein. Andere sehen es kritischer. Dasselbe gilt für den Erwerb der Theatersammlung von Fritz Brukner oder Helene Richter (1861–1942) für die Österreichische Nationalbibliothek. Als Gregor 1940 von der Beschlagnahme der Bibliothek von Heinrich Schnitzler, mit dem Gregor befreundet war, aus der Zeitung erfuhr, setzte er sich dafür ein, dass sie unter seine Obhut kam. Andere sind der Auffassung, dass Gregor die entscheidende Rolle beim Raub dieser Bibliothek spielte. 1943 widmete Gregor sein Buch Das Theater des Volkes in der Ostmark dem Wiener Gauleiter und Reichsstatthalter Baldur von Schirach, was manche als ein weiteres Indiz dafür werten, dass Gregor ein Nutznießer und Apologet des NS-Regimes war.

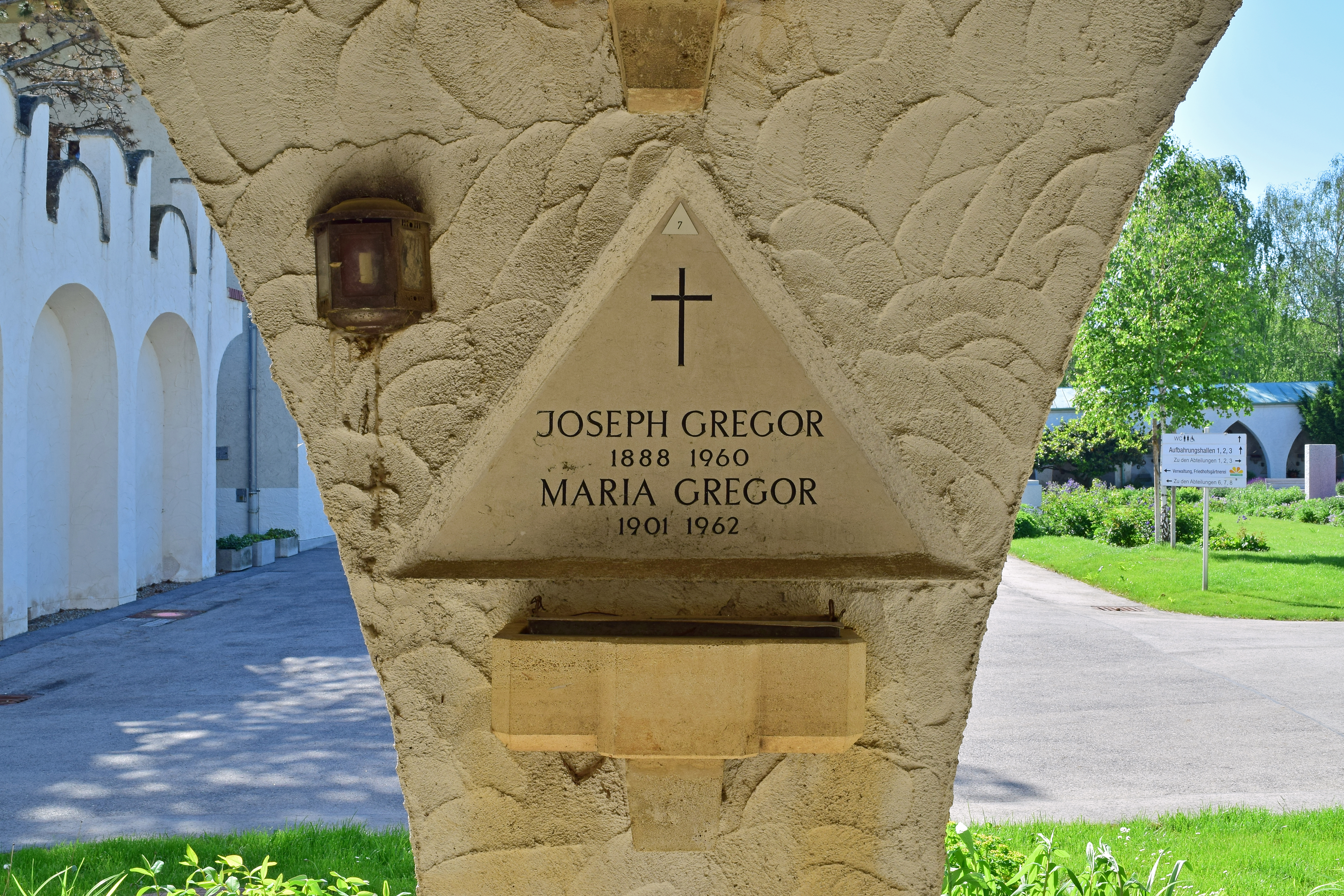
Feuerhalle Simmering – Joseph Gregors Grabstätte

Sein Grab befindet sich im Arkadenhof der Feuerhalle Simmering (Abteilung ARI, Nr. 7) in Wien. Es zählt zu den ehrenhalber gewidmeten bzw. ehrenhalber in Obhut genommenen Grabstellen der Stadt Wien.

## Zusammenarbeit mit Richard Strauss
Ein Jahr nach der Machtergreifung durch die Nationalsozialisten in Deutschland emigrierte Stefan Zweig nach London. Daher war Richard Strauss auf der Suche nach einem neuen Librettisten. Zweig schlug Joseph Gregor als seinen Nachfolger vor. Strauss, der die theoretischen Werke Gregors sehr schätzte, akzeptierte die Wahl und so kam es zu einer mehrjährigen, allerdings nie harmonischen Zusammenarbeit. Es entstanden die Opern Friedenstag (nach einem Szenarium von Stefan Zweig), Daphne und Die Liebe der Danae (nach einem Entwurf von Hugo von Hofmannsthal).
Nach Abschluss der Danae-Partitur plante Strauss 1940 – auf Anregung von Heinz Drewes und Hans Joachim Moser – gemeinsam mit Joseph Gregor eine Neubearbeitung der Oper Jessonda (Musik: Louis Spohr, Libretto: Eduard Heinrich Gehe). Als Gregor daraufhin anbot, auch zur Oper Die schweigsame Frau einen neuen Text zu erstellen, der den von Stefan Zweig ersetzen könnte, lehnte Strauss ab und ließ auch das Jessonda-Projekt fallen.

## Werke

### Theoretische Texte
- Wiener szenische Kunst. Bd. II.  Das Bühnenkostüm in historischer, ästhetischer und psychologischer Analyse. 1925.
- Das amerikanische Theater und Kino. Zwei kulturgeschichtliche Abhandlungen. Amalthea, Leipzig 1931 (zusammen mit René Fülöp Miller)
- Bibliothekarische Aufgaben zum Filmwesen. In: Zentralblatt für Bibliothekswesen, Jg. 48, 1931, S. 382–394.
- Weltgeschichte des Theaters. Phaidon, Zürich 1933[9]
- Shakespeare. Phaidon, Wien 1935
- Perikles. Griechenlands Größe und Tragik. München 1938
- Richard Strauss. Der Meister der Oper. Piper, München 1939
- Alexander der Große. Die Weltherrschaft einer Idee. Piper, München 1940
- Kulturgeschichte der Oper. Ihre Verbindung mit dem Leben, den Werken, des Geistes und der Politik. Gallus, Wien 1941
- Das Theater des Volkes der Ostmark. Deutscher Verlag für Jugend und Volk, Wien 1943
- Kulturgeschichte des Balletts. Seine Gestaltung und Wirksamkeit in der Geschichte und unter den Künsten. Gallus, Wien 1944
- Weltgeschichte des Theaters. Band 1: Von den Ursprüngen bis zum Ausgang des Barocktheaters. Piper, München 1944, wieder 1960[10]
- Geschichte des österreichischen Theaters. Donau, Wien 1948
- Gerhart Hauptmann Das Werk und unsere Zeit, Diana Verlag Wien 1951
- Richard Wagner in unserer Zeit. Ansprache aus Anlaß der Neugründung des Richard-Wagner-Verbundes. Verlag Die Mitte, Saarbrücken 1958
- Der Schauspielführer. ISSN 0342-4553

### Libretti
- Friedenstag. Oper (zusammen mit Stefan Zweig; 1934/35). Musik (1934–36): Richard Strauss. UA 24. Juli 1938 München (Nationaltheater)
- Daphne (1935/36). Bukolische Tragödie (Oper). Musik (1936/37): Richard Strauss. UA 15. Oktober 1938 Dresden (Semperoper)
- Die Liebe der Danae (1936–40). Heitere Mythologie (Oper). Musik (1938–40): Richard Strauss. UA 14. August 1952 Salzburg (Großes Festspielhaus)
- Capriccio (1935–39). Konversationsstück für Musik (Oper; zusammen mit Stefan Zweig, Richard Strauss, Clemens Krauss und Hans Swarowsky). Musik (1939–42): Richard Strauss. UA 28. Oktober 1942 München (Nationaltheater)
- An den Baum Daphne („Geliebter Baum! Von ferne winkst du…“). Motette. Musik (1943): Richard Strauss (TrV 272a, AV 137)
- Florian Geyer. Oper. Musik: Hans Ebert (1889–1952). UA 1952